# Кюнё
Кюнё (кор. 균여, 均如; 8 день 8 месяца 14 года правления под девизом Тянь-ю [917] - 17 день 6 месяца 6 года правления под девизом Кай-бао [973]) — корейский буддийский монах и поэт начала эпохи Корё.

## Биография
Кюнё родился в 917 г. в небогатой, но достойной семье. Осиротев в детстве, он вместе со своей сестрой был взят на воспитание родственниками. В 937 г. он поступил в монастырь Пухын-са, но вскоре перешёл в монастырь Ёнтхон-са, где посвятил себя изучению философии буддийской школы Хваом (кит. Хуаянь). С раннего возраста он получил известность в качестве проповедника, а также целителя и чудотворца, благодаря чему был приближён ко двору и обрёл большой авторитет среди монахов школы Хваом. Его интерпретация учения этой школы была положена в основу требований для монашеских экзаменов. В 963 г. Кюнё был назначен настоятелем вновь основанного монастыря Квибоп-са и оставался в этой должности десять последующих лет, вплоть до самой смерти.

## Общественная деятельность и творчество
Важнейшей заслугой Кюнё, с точки зрения его современников, являлось возрождение былого величия школы Хваом, пришедшей в упадок ко времени его рождения, и примирение различных группировок внутри этой школы на основе разработанной им интерпретации её учения.
Кроме того, Кюнё вошёл в историю как автор одиннадцати стихотворений на корейском языке в жанре хянга. Стихотворения Кюнё, посвящённые обетам бодхисаттвы Самантабхадры, были записаны с помощью китайских иероглифов способом иду и включены в «Жизнеописание Кюнё», составленное в 1075 г. Хёк Нёнджоном. Наряду с четырнадцатью хянга, вошедшими в «Самгук юса», стихотворения Кюнё принадлежат к числу весьма немногих дошедших до наших дней связных текстов на древнекорейском языке и поэтому представляют собой ценнейший материал для лингвистического анализа. Кроме того, хянга Кюнё исторически занимали важное место в корейской религиозной культуре.
На английском языке имеется полный перевод и подробный грамматический анализ стихотворений Кюнё.